# Ана Ахматова
Ана Андрејевна Ахматова (рус. А́нна Андре́евна Ахма́това, изворно презиме Горенко) је била знаменита руска песникиња, критичар и преводилац. Једна је од представника књижевног правца акмеизма. Била је у ужем избору за Нобелову награду 1965. године и добила је три номинације за награду наредне године.
Почела је да пише песме са 11 година. Прва збирка јој је изашла 1912. Песме је објављивала под псеудонимом Ахматова (татарско презиме њене баке), јер се оцу није допадала идеја да их објављује под правим презименом.
У току студија упознала се са песником Николајем Гумиљовим, за кога се удала 1910. За свадбено путовање отишли су у Париз, али је он ускоро сам отишао у Африку и наставио да живи распусним животом. На Анином путовању по северној Италији и Паризу, упознала је сликара Амедеа Модиљанија и асистирала балетској трупи Руски балет која је гостовала у Западној Европи. Са ових путовања, на њу је трајан утисак оставила италијанска архитектура.
Николаја Гумиљова, са којим је имала сина Лава (1912—1992), су погубили совјетски комунисти 1921. године, а она је после имала још два брака. У Совјетском Савезу сматрана је за буржоаску песникињу, било јој је забрањено да објављује поезију, па је живела од преводилаштва и есејистике. Преживела је Опсаду Лењинграда (евакуисана 1941) и писала о њој. Њен каснији живот обележила је епоха стаљинизма, када јој је било забрањено да пише, а њен син Лав је послат на робију. После Стаљинове смрти, режим је допустио објављивање цензурисаних издања Анине поезије.
Дело Ахматове је у распону од кратких лирских песама до великих песничких дела, попут њеног главног дела Реквијем. Анине омиљене теме су пролазност времена, успомене и тешкоће живота и књижевног стваралаштва под диктатуром.

## Биографија
Ана Горенко је рођена у Бољшој фонтану у Одешкој регији у племићкој породици. Њен отац био је пензионисани морнарички машински инжењер А. А. Горенко (1848-1915), који је након пресељења у престоницу постао колегијални оцењивач, службеник за посебне задатке Државне контроле Руске империје. Она је била треће од шесторо деце. Њена мајка, Ина Ерасмовна Стогова (1856-1930) била је у далекој родбинској вези са Аном Бунином: у једној од својих записа Ана Ахматова је забележила: «…Нико у мојој великој породици није писао поезију. Али прва руска песникиња, Ана Бунина, била је тетка мога деде Јерасима Ивановича Стогова…». Дедина жена била је Ана Јегоровна Мотовилова — кћерка Јегора Николајевича Мотовилова и Прасковије Федосејевне Ахматове, чије је девојачко презиме избрала Ана Горенко за књижевни псеудоним, чија је породица наводно водила порекло од Ахмет-кана, кана Велике хорде. Анин отац јој је помогао у овом избору: сазнавши за поетске експерименте своје седамнаестогодишње ћерке, наредио јој је да не користи своје презиме.
Породица се 1890. године преселила прво у Павловск, а затим у Царско Село,где је 1899. године Ана Горенко постала ученица у Маријинској женској гимназији. Лета од 7 до 13 године је проводила у викендици у близини Севастопоља, где се, по њеним сопственим речима:
Добила сам надимак "дивља девојка" јер сам ходала боса, лутала унаоколо без шешира итд., пловила чамцем отвореним морем, купала се током олује и сунчала се док кожа не изгори и шокирала покрајинске севастопољске даме свим тим.
Сећајући се детињства, Ахматова је писала:
Моје прва сећања на Царско Село су: зелени влажни сјај паркова, пашњак где ме дадиља шетала, хиподром, где су јахали мали разнолики коњи, стара железничка станица, што је касније постало део «Царскоселске оде».
 Лета сам проводила под Севастопољем, на обали Стрелецковог залива, и тамо се спријатељила са морем. Најјачи утисак из тог периода је — древни  Херсонес, близу кога смо живели.
Ахматова се присетила да је научила да чита уз помоћ Азбуке Лава Толстоја. У петој години, слушајући наставницу како учи са старијом децом, научила је да говори француски. У Санкт Петербургу је будућа песникиња дочекала «крај епохе», у којој је живео Пушкин, истовремено се сетивши Петербурга «без трамваја, са кочијама, коњима, кочијашима, звецкања и граје, висећих знакова». Као што је Н. Струве написао, „Последњи велики представник велике руске племићке културе, Ана Ахматова је сву ову културу апсорбовала и претворила у музику“».
Прве песме објавила је 1911. године («Нови живот», «Gaudeamus», «Аполон», «Руска мисао»). На почетку се придружила акмеистима (збирке «Вече», 1912, «Бројанице», 1914). Карактеристичне црте њених дела укључују оданост моралним основама живота, суптилно разумевање психологије осећања, разумевање трагедија нација широм 20. века, заједно са личним искуствима и привлачност класичном стилу поетског језика.
Аутобиографска поема «Реквијем» (1935—1940, први пут објављена у Минхену 1963. године, а у СССР-у 1987. године) — једно је од првих песничких дела посвећених жртвама Стаљинове репресије 1930-их.
„Поема без хероја“ (1940-1962, релативно комплетан текст први пут је објављен у СССР-у 1976.) одражава Акхматову поглед на њено модерно доба, од сребрног века до  Великог отаџбинског рата. Поема је од изузетног значаја као пример модерне поезије и јединственог историјског платна.
Поред поезије, Ахматова је писала чланке о делима А. С. Пушкина и М. Ј. Љермонтова и мемоаре о савременицима.
Од 1922. године књиге Ане Ахматове биле су цензуриране. Од 1925. до 1939. и од 1946. до 1955. њена поезија уопште није штампана, осим песама из серије "Слава свету!" (1950). Према дугогодишњем познанику Ахматове, Јозефу Чапском, њено прво, од 1914. године,  путовање у иностранство догодило се, највероватније, тек 1964. године, у италијанској Таормини. 
Прва релативно комплетна и стручно коментарисана постхумна публикација била је Ахматова А. Песме и поеме / Под ред. В. М. Жирмунског. — Л, 1976.
Песме Ахматове су преведене на многе светске језике.

#### Однос са сином Лавом
Лав се родио 1912 године, 7 година касније Ана и отац Николај су се развели а 1921 његовог оца је стрељала тајна полиција. Лав је био више пута хапшен и боравио у логорима 18 година. Рехабилитован тек 1956 године. Јосиф Бродски је лоше психофизичко стање мајка-син описао као нужно зло Ани као писац, али кобно као Ани-мајци. Са том патњом ушла је у метафизичко стање које је „песницима нужно” - прелито у елегију Реквијем (1963). Лав је мајци често очитао да за њега није добро водила рачуна; и у младости и за време логора.  Ана је ипак имала реноме и код Стаљина, који за њу није потписао одлуку тајне полиције за хапшење.

### Хронологија живота и стваралаштва
- 1900—1905 — Похађа женску гимназију у Царском Селу, а затим ишла годину дана у гимназији у Јевпаторији[15].
- 1906—1907 — Студира у кијевској женској гимназији. Међу наставницима су били будући познати филозоф Густав Шпет[16], математичар Јулиј Кистјаковски.
- 1908—1910 — студира на Кијевском вишем женском курсу и на Вишем женском историјском и књижевном курсу Н. П. Рајев у Санкт Петербургу. Прву песму написала је у 11. години [17]. Отац јој је забранио користи презиме Горенко у потпису стихова, а она је узела девојачко презиме прабаке Прасковије Ахматове (удата Мотовилова), која је умрла 1837. године. Прасковија Ахматова је, по оцу, потицала из старе племићке породице кнезова Чагадајев, познате од 16. века, а по мајци, из старе татарске породице Ахматов, русификоване у 17. веку.
- 1910 — У априлу се удала за Николаја Гумиљова.
- 1910—1912 — два пута је била у Паризу, путовала у Италију. Утисци са ових путовања, упознавање са Амедеом Модиљанијем у Паризу, имали су значајан утицај на њено стваралаштво.
- 1911 — прве публикације са именом „Ана Ахматова“ (раније, из 1907. године, су биле потписане са «Ана Г.» Гумиљов је у Паризу објавио њену песму «На руке его много блестящих колец…» у часопису «Сиријус». Часопис није био успешан и убрзо је угашен[18]).
- 1912
  - у марту је објављена прва књига - збирка "Вече", у тиражу од 300 примерака.
  - у октобру је родила сина — Лава Николајевича Гумиљова.
- 1914 — у пролеље је објавила збирку «Бројанице», у тиражу од 1.000 примерака што је у то време био озбиљан број[19]. До 1923. године књига је доживела још 8 реиздања.
- 1917 — трећу књигу «Бело јато», у тиражу од 2.000 примерака.
- 1918 —  у августу је дошло до развода са Гумиљовим. Удала се за научника-асириолога и песника Владимира Шилејка.
- 1921 — априла издавачка кућа "Петрополис" објавила је збирку «Боквица» у тиражу од 1.000 примерака.
  - лето — растала се са В. К. Шилејком.
  - у ноћи између 3. и 4. августа, Николај Гумиљов је ухапшен, а затим стрељан три недеље касније.
  - пету књигу издала је у октобру «лат. Anno Domini MCMXXI» 1921).
- 1922 — постала супруга, без званичног брака, ликовног критичара Николаја Пуњина[20].
- Од 1923. до 1934. године практично није издавала. Према сведочењу Л. К. Чуковске („Белешке о Ани Ахматовој“), многе песме из тог периода су изгубљене у кретању и током евакуације. Сама Ахматова је у чланку „Укратко о себи“ из 1965. године изјавила:

« Од средине 1920-их, моје нове песме су готово престале да се објављују, а старе су реиздаване».
- 1924 — преселила се у палату Фонтањи дом.
- 8. јун 1926 — развела се са Владимиром Шилејком, који је требало да ступи у други брак са В. К. Андрејевом. Током развода, узела је презиме Ахматова (раније је, у документима, користила презимена својих мужева)[20].
- 22. октобар 1935 — ухапшени су, а недељу дана касније су ослобођени Николај Пуњин и Лав Гумиљов.
- 1938 — њен син Лав Гумиљов ухапшен и осуђен на 5 година затвора у логору.
  - растала се са Николајем Пуњином.
- 1939 — примљена у Унију совјетских писаца.
- 1935—1940 — написала поему «Реквијем».
- 1940 — нова, шеста збирка: „Из шест књига“. Ахматова је у то време била под надзором НКВД-а, претпоставља  се да је издала блиска пријатељица песникиње Софија Островска[21].
- 1941 — доживела рат у Лењинграду. 28. септембра, на инсистирање лекара, евакуисана је прво у Москву, затим у Чистопољ, близу Казања, а одатле преко Казања у Ташкент. Збирка њених песама објављена је у Ташкенту.
- 1944 — Ана Ахматова је 31. маја била једна од првих који су се вратили из евакуације у Лењинград.
  - лето — прекид односа са Владимиром Гаршињим.
- 1946 — Одлука Организационог бироа Централног комитета комунистичке партије бољшевика о часописима Звезда и Лењинград од 14. августа 1946. године[22], у којој је рад Ане Ахматове и Михаила Зошченка оштро критикован. Обоје су избачени из Уније совјетских писаца Исключение из Союза писателей было связано с ограничением не только в творческой жизни, но и в жизни вообще: Ахматова и Зощенко после исключения были лишены продовольственных карточек —Гладков А. К. Встречи с Пастернаком — М. : Арт-Флекс, 2002, 288 с., — pp. 182</ref>.

- 1949 — 26. августа ухапшен је Н. Н. Пуњин, а 6. новембра Л. Н. Гумиљов. Казна - 10 година у логору на присилни рад. Након хапшења свог сина, Ана Ахматова није престајала да покушава да га спасе[23]. Можда је покушај доказивања оданости совјетском режиму био стварање циклуса песама „Слава свету!“ (1950). Лидија Чуковска пише у Записима о Ани Ахматовој:

« Циклус "Слава свету!" (читај "Слава Стаљину!") Ахматова је написала као "молбу највишем врху". То је чин очаја: Лав Николајевич је поново ухапшен 1949. године».
- 1951 — 19. јануара је на предлог Александра Фадејева Ана Ахматова враћена у Унији совјетских писаца.
- 1954 — у децембру је учествовала на Другом конгресу Уније совјетских писаца.
- 1956
  - 7. јула награђена почасном повељом Јерменије.[24]
  - Лав Гумиљов, рехабилитован је након 20. конгреса ЦПСУ, изашао је из затвора, погрешно верујући да његова мајка није предузимала довољно напора да га ослободи. Али 24. априла 1950. Ахматова је Стаљину написала писмо са захтевом да ослободи њеног сина, које је остало без одговора, а 14. јула 1950. министар државне безбедности СССР В. С. Абакумов послао је Стаљину допис о потреби да се ухапси песникиња Ахматова[25], од тада је однос између мајке и сина био напет.

- 1958 — збирка «Песме»
- 1962 — завршила је "Поему без хероја", на којој је радила двадесет и две године.
- 1964 — у Италији је добила награду Етна-Таормина.
- 1965
  - путује у Енглеску за доделу почасног доктората са Оксфордског универзитета.
  - издаје збирку «Проток времена».
- 1966
  - 5. марта — преминула, након дуге и тешке болести, у подмосковском санаторијуму у Домодедову.
  - 7. марта — у 22:00 на радију емитована порука о смрти изванредне песникиње Ане Ахматове.
  - 9. марта тело је допремљено из Москве у Лењинград. У јутро 10. марта 1966. године, прво је сахрањена у доњој цркви катедрале Светог Николе, а око 15 сати донесена је одлука о премештању након грађанског захтева у Дому књижевника у Војиновој улици, у некадашњем дворцу А. Д. Шереметева. Сахрањена је истог дана у селу Комарово код Лењинграда[26]. Власти су планирале да на гроб поставе пирамиду која је била уобичајена за период СССР-а, али је Лав Гумиљов на гроб поставио камену плочу са прозором која симболише зид у истражном затвору у Лењинграду (у Крестију), где му је Ана доносила пакете док је био затворен. Крст је, како је завештала Ана Ахматова, првобитно био дрвен. На гробу је 1969. године по пројекту вајара А. М. Игњатијева и архитекте В. П. Смирнова постављен барељеф и крст.[27][28].

### „Одлука Организационог бироа Централног комитета Савеза комунистичке партије бољшевика„ О часописима Звезда и Лењинград “
Одлука организационог бироа Централног комитета Комунистичке партије бољшевика „О часописима Звезда и Лењинград, 14. августа 1946. године:
Ахматова је типичан представник празне поезије која је страна нашем народу. Њене песме, засићене духом песимизма и декаденције, које изражавају укусе старе салонске поезије, смрзнуте на позицијама буржоаско-аристократске естетике и декаденције, «ларпурлартизма», не желећи да иде у корак са нашим људима, проузрокује штете школовању наше омладине и не може бити толерисана у совјетској литератури.
А. А. Жданов члан Политбироа Централног комитета Комунистичке партије бољшевика, 15. и 16. августа 1946. године, о Ахматовој у извештају: 
<…> Није монахиња, није блудница, или боље речено и блудница и монахиња, чија је блудност помешана са молитвом. <…> Таква је Ахматова са својим малим, уским личним животом, безначајним искуствима и религиозно-мистичном еротиком. Њена поезија је далеко од народа. То је поезија десет хиљада старих руских племића, осуђена на пропаст <…>
Према К. Симонову „Избор Ахматове и Зошченко за јавни напад био је повезан не толико са њима колико са вртоглавим, делимично демонстративним тријумфом у којем су њихова дела прихваћена у Москви, ... и тиме је наглашен ауторитативни став који је Зошченко заузео по повратку у Лењинград."
Одлука је, као погрешна, поништена на састанку Политбироа Централног комитета КПЈ, 20. октобра 1988. године.

## Пребивалиште
Одеса
- 1889 — рођена је на адреси 11 ½ Бољшој Фонтана у дачи, што је забележила њена породица. Данашња адреса: Фонтанска улица, 76. (На зиду даче налази се спомен плоча)

Севастопољ
- 1896-1916 - често је посећивала кућу свог деду - Антона Андрејевича Горенка (1818-1891), учесника Опсаде Севастопоља у Катарининој улици (данас Лењинова улица), као и дачу у Стрелецком заливу недалеко од Херсонеса[32]

Санкт Петербург — Лењинград
Читав каснији живот А. А. Ахматове био је повезан са Петерсбургом. Поезију је почела да пише у гимназијском узрасту у женској гимназији у Царском Селу, где је студирала. Зграда је очувана, налази се на броју 17 у Леонтијевској улици.
- 1910—1912 — Царско Село, Мала улица, кућа број 63. Живела је са Гумиљевом мајком (кућа није сачувана, сада је део куће бр. 57 у Малој улици). Кућа се налазила насупрот зграде Николајевске мушке класичне гимназије[18];
- 1912—1914 — Тучкова улица, зграда 17, апт. 29, живела са Николајем Гумиљовим"[18][33].
- 1914—1917 — Тучково шеталиште, 20, апт. 29;
- 1915 — Бољшај Пушкарска, од 3. априла до маја 1915. изнајмила је собу у овој кући. У њеним белешкама се помиње да је ову кућу назвала "пагодом".
- 1917—1918 — Стан Вјачеслава и Валерије Срезневских - Боткинска улица, 9 (сада - кућа 17).
- 1919—1921 — Четврт Шилејко - северна приземница куће бр. 34 на насипу Фонтанке[18][34];
- 1919—1920 — Улица Халтурин, 5, двособни стан на другом спрату пословне зграде на углу Милионске улице и Суворовог трга[18];
- пролеће 1921. године — љетниковац Е. Н. Наришкина - Сергијевска улица, 7, апт. 12, а затим кућни број 18 у стану пријатеља О. А. Глебова-Судејкина на обали Фонтанке[18];
- 1921. година — санаторијум — Дјетско Село, Колпинска улица, 1.
- 1922-1923 - стамбена зграда - улица Казањска, 4.
- крај 1923. - почетак 1924. - Казањска улица, 3.
- лето — јесен 1924. године — Обала реке Фонтанке, 2, кућа стоји насупрот Летње баште на источној обали Фонтанке[18];
- јесен 1924 — фебруар 1952 — јужна дворишна зграда палате Д. Н. Шереметева (стан Н. Н. Пуњина) - обала реке Фонтанке, апт. 44 . Гости Ахматове требали су добити пропуснице на улазу Института за Арктик и Антарктик, који се у то време налазио тамо. Сама Ахматова имала је стални пролаз са печатом «Северног морског пута», на којој је у колони „позиција“ назначено „станар“.
- лето 1944 — Обала Кутузов, четврти спрат куће број 12, стан Рибаковс, док је трајало реновирање стана у Фонтанки дому[18];
- фебруар 1952 — 1961 —стамбена зграда - улица Краснаја Коница, 4, апт. 3.
- Последње године живота у кући број 34 у Лењиновој улици, где су станови били обезбеђени за многе песнике, писце, књижевне критичаре[18].

Москва
Ахматова је живела у Москви од 1938. до 1966. године, код писца Виктора Ардова, чији се стан налазио у Бољшој Ординки, 17, стр. 1. У јуну 1941. године упознала се са Марином Цветајевом.
Ташкент
- новембар 1941. — ул. Карла Маркса 7.
- 1942—1944 — ул. В. И. Жуковског (од 2000-их преименована у ул. Садика Азимова)[35], бр. 54. У 1966. години кућу је уништио ташкентски земљотрес[36].

Комарово
У 1955. години, када су песме Ахматове почеле поново да се појављују у штампаном облику, књижевни фонд јој је обезбедио малу кућу у селу Комарово у улици Осипенко бр. 3. Дача постала је тежиште креативне интелигенције. Ту су боравили Дмитриј Лихачјов, Лидија Чуковскаја, Фаина Рањевскаја, Натан Аљтман, Александар Прокофијев, Марк Ермлер и многи други. Долазили су и млади песници: Анатолиј Најман, Евгеније Рејн, Дмитриј Бобишев, Јосиф Бродски. Док се кућа опремала 1955. године, Ана Ахматова је живела у својим пријатељем Гитовичејим на адреси 2. Дачнаја ул., бр. 36. У 2004. години дача је обновљена.
- Табла на кући у којој је живела Ахматова
- Кућа у Комарову
- Прозор собе 
 Ане Ахматове
 у кући у Комарову

## Портрети
Први (не рачунајући цртеже Модиљанија из 1911. године), графички портрет Ахматове, израдио је С. А. Сорин (Петербург, 1913, по неким изворима: 1914).
Најпознатији портрет Ане Ахматове, насликао је К. С. Петров-Водкин 1922. године.
Н. И. Аљтман је 1914. године насликао портрет Ане Андрејевне Ахматове. Уметница О. Л. Дела-Вос-Кардовскаја написала је о Аљтмановом делу: «Портрет је, по мом мишљењу, превише застрашујући.».
Ахматову су цртали и сликали многи уметници, укључујући Амедеа Модиљанија (1911, што је најдражи портрет Ахматовој, који је увек био окачен у њеној соби), В. Милашевски (1921), Ј. Ањенков (1921), Л. А. Бруни (1922), Н. Ј. Дањко (скулптурални портрети, 1924, 1926), Н. Тирса (1928), Г. Верејски (1929), Н. Коган (1930), Т. Н. Глебова (1934), А. Г. Тишлер (1943), Б. В. Анреп (1952), Г. Неменова (1960—1963). Мање су познате њене интравиталне силуете које је С. Б. Рудаков израдио 1936. године у Вороњежу. Према речима Ахматове Модиљани јој је нацртао 16 цртежа, за које верује да су били уништени у кући у Царском селу у првим годинама октобарске револуције; према Бродском папир су црвеноармејци користили за цигарете (папироске) па су тако буквално „попушили” остале Мондиљаневе цртеже. 
- Ана Ахматова, портрет Модиљанија. 1911. година.
- Н. Аљтман. Портрет А. А. Ахматове, 1914. год. Руски музеј.
- Портрет Ахматове, дело  Олге Кардовске, 1914. година.
- Портрет Ахматове на поштанској марци у Казахстану, 2014. године.

## Сећање
- Улице назване по Ахматовој налазе се у Пушкину, Калињинграду, Одеси, Кијеву, Доњецку, Ташкенту, Москви, Тјумењу, Астрахану и Мајкопу, Јевпаторији (Республика Крим).
- Споменик Ахматовој у граду Таормини (Сицилија, Италија).
- Вече Ане Ахматове- традиционално се одржава у Комарову 25. јуна[43]
- Дана 17. јула 2007. године у Коломни откривена је спомен-плоча на зиду старе виле[44] у знак сећања на посету Ане Ахматове граду 16. јула 1936. године, која је тог лета живела у близини Шервинске даче на обали реке Оке, на периферији села Черкизова[45]. Шервинском је Ана Андрејевна посветила песму «Под Коломном».
- На реци Москви плови брод «Ана Ахматова». Такође, двоспратни путнички брод пројекат 305 Дунав, саграђен 1959. године у Мађарској (првобитно назван «Владимир Мономах»), назван је у част Ахматове[46].
- На Кримској астрофизичкој опсерваторији астрономи Л. Г. Карачкина и Л. В. Журављова назвале су малу планету, откривену 14. октобра 1982. године, (3067) Akhmatova. Такође, по Ани Ахматов је назван кратер на Венери.

### Споменици, музеји
- Мермерни барељеф на станици 11 ½ у Бољшој Фонтани у Одеси
- Музеј «Ана Ахматова. Сребрни век». 
Санкт Петербург, Автовскаја ул., бр. 14

Севастопољ
- Спомен плоча у ул. Лењина, бр. 8.
- Парк Ане Ахматове – мали трг у Гагаринском рејону у Севастопољу.
- Библиотека број 9 названа по А. Акхматовој (Вакуленчукова 9)[47]

Бежецк
У граду Бежецку, где је син Ане Андрејевне Ахматове, Лав Николајевич Гумиљов, провео детињство, постављена је вајарска скулптура посвећена А. А. Ахматовој, Н. С. Гумиљову и Л. Н. Гумиљову. Споменик је откривен у августу 2003. године. У почетку је на месту будуће вајарске скулптуре постављен спомен-плоча. Потом је одржано такмичење на коме је победио пројекат московског вајара, добитника московске награде, Андреја Ковалчука и познатог руског архитекте, професора Николаја Ковалчука.
Кијев
На 128. годишњицу рођења Ане Ахматове, 23. јуна 2017. године, у Маринском парку у Кијеву откривен је споменик песникињи. Аутор споменика је вајар Александар Стелмашенко. За израду скулптуре требало је око две године. Споменик обухвата познати профил Ахматове, њену препознатљиву фризуру и елеганцију. Висина статуе је готово четири и по метра.
Место постављања споменика није случајно. Једном, док је шетала са сестром и дадиљом у близини Маринског двора, мала Ана је пронашла брош у облику лире. Дадиља је тада рекла Ани: "То значи да ћеш постати песник".
Москва
На зиду куће у којој је боравила Ана Ахматова, када је стигла у Москву (улица Бољшаја Ординка, 17, зграда 1., стан Виктора Ардова), налази се спомен плоча; у дворишту се налази споменик направљен према цртежу Амада Модиљанија. Иницијативна група Московљана под вођством Алексеја Баталова и Михаила Ардова предложила је 2011. године отварање музеја Ане Ахматове.
Одеса
У Одеси, на почетку уличице која је водила до места где се налазила кућа песникиње, средином 80-их година 20. века постављени су њен меморијални барељеф и клупа од ливеног гвожђа (украли су је вандали средином 1990-их, касније је постављена мермерна).
Споменик «Серебрни век» — скулптурални је портрет песникиња Марине Цветајеве и Ане Ахматове. Откривен је у априлу 2013. године.
Санкт Петербург
У Санкт Петербургу су споменици Акхматовој постављени у дворишту филолошког факултета државног универзитета и у паркићу испред школе у улици Востанија.

Дана 5. марта 2006. године, поводом 40. годишњице од песникиње смрти, у врту Фонтанског дома откривен је трећи споменик Ани Ахматовој санктпетербуршког вајара Вјачеслава Бухајева (поклон музеју Николаја Нагорског) и постављена је «Надзорна клупа» (Вјачеслав Бухајев) — у знак сећања на клупу са које су Ахматову посматрали током надзора у јесен 1946. године. На клупи је натпис са цитатом:
 Неко је дошао код мене и наредио ми месец дана да не излазим из куће, већ да прилазим прозору да би  могла да будем виђена из врта. У врту је испод мог прозора била постављена клупа, а агенти су дежурали 24 сата..
У Фонтанском дому, где се данас налази Књижевно-меморијални музеј Ахматова, живела је 30 година, а врт крај куће назвала је "магијом". Према њеним речима, "сенке петербуршке историје долазе овде".
- Музеј Ане Ахматове у Фонтанском дому (поглед са
 Литејног проспекта)
- Музеј Ане Ахматове у Фонтанском дому
- Данашњи изглед Фонтанског дома
- Данашњи изглед Фонтанског дома
- Врата стана број 44
 у Фонтанском дому,
 где су живели Н. Пуњин и
 А. Ахматова

У децембру 2006. године, у Санкт Петербургу је откривен споменик Ани Ахматовој, смештен на супротној обали Неве од затвора Крести, на место које је она завештала да се постави. Планирано је да се 1997. године, на овом месту, сруши Ахматовски трг, али планови нису реализовани.
У 2013. години у Пушкину, у близини куће бр. 17Б у Леонтијевској улици, откривен је споменик Ани Ахматовој, који се налази на улазу у Гимназију уметности у Царском Селу, названу по њој. Аутор споменика је вајар из Санкт Петербурга Владимир Горевој.
Ташкент
Крајем 1999. године у Ташкенту, уз учешће Руског културног центра Узбекистана, отворен је клуб-музеј «Мангалочиј дворик», назван по једној од првих песама Акхматове, написане по њеном доласку у евакуацију из Лењинграда у зиму 1941. године.. Од 2013. године, клуб-музеј се преселио у зграду Руског центра за науку и културу при Росотрудничеству у Републици Узбекистан на ул. Восита Вохидова, број 53. Састанци клуба књижевних и историјских и локално-историјских предмета, који покривају рад Ане Ахматове и њеног окружења, личности сребрног века и представника руске и руско говорне културе, одржавају се сваке недеље четвртком од 15:30 до 17:30 од септембра до јуна. Пријем по договору телефоном РЦСЦ у Ташкенту, са пасошем. У децембру 2019. клупски музеј под вођством једног од главних стваралаца и дугогодишњег јавног директора Албине Витолдовне Маркевич (рођен 1930.) прославио је своју 20. годишњицу.

### Кинематографија
Дана 10. марта 1966. у Лењинграду, неовлашћени од стране власти, снимили су погребну поворку и сахрану Ане Ахматове. Организатор ових снимака је редитељ С. Д. Аранович. Помагали су му оператер А. Д. Шафран, помоћник оператера В. А. Петров и други. Те снимке је 1989. године користио С. Д. Аранович у документарцу "Лични досије Ане Ахматове"
У 2007. години биографски серијал „Месец у зениту“ снимљен је по недовршеној представи Ахматове „Пролог, или сан у сну“. У улози Ахматове била је Светлана Кријучкова. Улогу младе Ахматове је играла Светлана Свирко.
У 2008. години снимљен је филм  'Татарска принцеза'  - биоскопска драма, играни филм, 78 минута, 2008. Редитељ - Ирина Квирикадзе, посвећен Ани Ахматовој.
У 2012. години снимљена је серија „Ана Герман. Мистерија белог анђела. " У епизоди серије која приказује живот певачицине породице у Ташкенту приказан је сусрет мајке Ане Герман са песникињом. Улогу Ане Ахматове глумила је Јулија Рутберг.
Документарни филм „Ана Ахматова и Артур Лурије. Режија и музика “(режисер Владимир Непевни).
У 2015. години глумица Јулија Сак и редитељка Олга Тичина - Јановскаја снимиле су кратки филм „Ана Ахматова. Касандра сребрног века.

## Одабране збирке поезије

### Издања које је Ахматова објавила
- 1912 Vecher/Вечер (Evening) .[Notes 1][63]
- 1914 Chetki (Rosary or literally Beads)[Notes 2]
- 1917 Belaya Staya (White flock)[Notes 3]
- 1921 Podorozhnik (Wayside grass/Plantain). 60 pages, 1000 copies published.[Notes 4]
- 1921 Anno Domini MCMXXI[Notes 5]
- Reed – 2 Volume Selected Poems (1924–1926) was compiled but never published.
- Uneven – compiled but never published.
- 1940 From Six Books (Publication suspended shortly after release, copies pulped).[Notes 6]
- 1943 Izbrannoe Stikhi (Selections of poetry) Tashkent, government edited.[Notes 7]
- Iva not separately published[Notes 8]
- Sed'maya kniga (Seventh book) – not separately published;[Notes 8]
- 1958 Stikhotvoreniya (Poems) (25,000 copies)[64]
- 1961 Stikhotvoreniya 1909–1960 (Poems: 1909–1960)[64]
- 1965 Beg vremeni (The flight of time Collected works 1909–1965)[64][Notes 8]

### Каснија издања
- 1967 Poems of Akhmatova. Ed. and Trans. Stanley Kunitz, Boston
- 1976 Anna Akhmatova Selected Poems. Thomas Penguin Books.. D.M
- 1985 Twenty Poems of Anna Akhmatova. ISBN 978-0-915408-30-6.. (trans Jane Kenyon); Eighties Press and Ally Press
- 1988 Selected Poems. ISBN 978-1-85224-063-9.. Trans. Richard McKane; Bloodaxe Books Ltd
- 2000 The Complete Poems of Anna Akhmatova. ISBN 978-0-939010-27-1.. (trans. Judith Hemschemeyer; ed. Roberta Reeder); Zephyr Press
- 2004 The Word That Causes Death's Defeat: Poems of Memory (Annals of Communism). Yale University Press. 2004. ISBN 978-0-300-10377-9.. (trans. Nancy Anderson)
- 2006 Selected Poems. ISBN 978-0-14-042464-5.. (trans D. M. Thomas); Penguin Classics
- 2009 Selected Poems. ISBN 978-0-88233-180-5.. (trans. Walter Arndt); Overlook TP.